# Палисандрия
«Палисандрия» — постмодернистский роман Саши Соколова, написанный в 1985 году в США, впервые вышел в издательстве Ardis.

## История
Американский славист-набоковед, профессор Калифорнийского университета в Санта-Барбаре Дональд Бартон Джонсон, ставший персональным биографом Саши Соколова, в 1987 году составил и издал первую его английскую конспективную биографию. В ней профессор рассказывал обо всех трёх до того времени написанных и опубликованных книгах Соколова; последней на тот момент, третьей книге, — «Палисандрии», в сочинении Джонсона было отведено места едва ли не больше, чем обеим ей предшествовавшим: «Школе для дураков» и «Между собакой и волком», вместе взятым.

По мнению профессора Джонсона: 
основным стимулом к написанию «Палисандрии» послужило для Соколова желание сделать этакую «Анти-Лолиту», «Лолиту» наоборот — то есть нечто прямо противоположное роману Набокова, заменив набоковскую нимфолепсию соколовской геронтофилией. При этом, согласно мистеру Джонсону, Соколов мечтал создать новую эротическую лексику, а как сверхзадачу ставил перед собой — написать роман, который бы покончил с романом как жанром.
«„Палисандрия“ — это толкование Соколовым субъективного характера истории. Пародийный, причудливый язык его странного, эксцентричного героя, эдакое своеобразное лингвистическое барокко, сложился под влиянием нарочито архаичного жаргона университетских друзей, подражавших старой русской аристократии. <…> И основные персонажи выступают здесь как некие стилистические символы».

## Сюжет
В центре действия — антигерой, главный персонаж «Палисандрии»: внучатый племянник Лаврентия Берии и внук Григория Распутина, именующий сам себя «рядовым ключником на каторге эротических буйств».
«Палисандрия» (1985) — самый нашумевший из романов Саши Соколова. Действие «Лолиты наоборот» — как прозвали «Палисандрию» после выхода — разворачивается на фоне фантастически переосмысленной советской действительности.

## Переводы
Отдельные главы переводились на английский язык, но опубликованы так и не были. Едва не случился перевод на немецкий язык: 
«Ко мне в Вермонт явился профессор Вольфганг Казак и сообщил, что больше не будет переводить „Палисандрию“ и расторгнет договор с издательством … „Что — много эротики?“ — молвил я. „Да при чём тут, — воскликнул Вольфганг, — эротика! Ужас в том, что у вас в общественном туалете исполняют Бетховена!! Экое варварство!..“»
Полный английский перевод вышел в 1989 году в издательстве Grove Weidenfeld, переводчик — Майкл Генри Хайм.

## Публикации в России

### Книги
- Соколов Саша. Палисандрия. — Ann Arbor: Ardis Publishing, 1985. — 296 с.
- Соколов Саша. Палисандрия. — М.: Журнал «Глагол», 1992. — 297 с. — 25 000 экз. — ISBN 5-87532-003-6.
- Соколов Саша. Палисандрия: Роман. Эссе. Выступления. — СПб.: Симпозиум, 1999. — 432 с. — 10 000 экз. — ISBN 5-89091-091-4.
- Соколов Саша. Палисандрия. — СПб.: Симпозиум, 2004. — 464 с. — 3000 экз. — ISBN 5-89091-201-1.
- Соколов Саша. Палисандрия. — СПб.: Азбука-классика, 2007. — 384 с. — 7000 экз. — ISBN 5-91181-211-8.
- Соколов Саша. Школа для дураков. Между собакой и волком. Палисандрия. Эссе. — СПб.: Азбука-классика, 2011. — 608 с. — 4000 экз. — ISBN 978-5-389-01536-4.

### Журнальные публикации
- Соколов Саша. Palissandr – c’est moi? // Синтаксис. — 1987. — № 18.
- Соколов Саша. Палисандрия // Октябрь. — 1991. — № 9—11.

## Факты
- Соколов существовал на грант, полученный им после обращения к канадскому Совету по изящным искусствам. Прошение было удовлетворено, хотя писатель отказался представить на рассмотрение даже часть рукописи; он ограничился краткой аннотацией: «Философско-футурологический роман с элементами политического памфлета. Действие происходит в начале XXI века в странах Европы, в России, Канаде и США»[7].
- Саша Соколов о своих издателях (Профферах):

«Они старались не слишком портить отношения с Советами — им было важно хоть раз в году посещать Советский Союз, поддерживать связи с литераторами. Бизнес, знаете ли… Подчас за дурное поведение визы не выдавались. И вдруг — „Палисандрия“! От меня — задушевного, по их мнению, лирика — подобного не ждали. Соколов ударился в политику! Нехорошо!.. Смешались. Стали думать, как быть. Ритм публикации замедлили».

## Цитаты
Для чего ты нас оставил, генацвале…
Человек, взятый под стражу, подобен тексту, взятому в скобки: он отчуждается.
... некоторые мои поклонницы ... меня ...зовут — Палисандр Алексаныч. Им явно импонирует этот имидж.Саша Соколов